# Белка Аллена
Белка Аллена (лат. Sciurus alleni) — вид грызунов рода Белки. Назван в честь американского зоолога Джоэла Аллена (1838—1921). Подвидов не имеет.

## Ареал и местообитание
Эндемик северной Мексики. Диапазон распространения по высоте: от 600 до 2550 м. Этот вид встречается в основном в дубовых и дубово-сосновых лесах.

## Биологическое описание
Средние размеры самок: голова и тело длиной 250,3 мм, хвост длиной 208,0 мм, масса 473,0 г. Средние размеры самцов: голова и тело длиной 267,1 мм, хвост длиной 169,6 мм, масса 446,7 г. Зимой мех на спине и по бокам желтовато-коричневый, мелко посыпанный серым и черным, как правило, темнее вдоль спины, и серый с боков. Верх головы похож по цвету на спину и бока, но обычно немного темнее. Вокруг глаз четкие кольца бледно-оранжевого цвета. По бокам голова сизо-темно-серая, часто пропитанная желтовато-коричневым. Уши в основании буровато-серые. Передние стопы и внешние стороны передних ног беловато-серые, часто пропитаны желтовато-коричневым. Задние стопы беловато-серые, как правило, с пятном темно-желто-коричневого на середине верхней поверхности. Низ белый. Цвет верха и низа обычно разделены узкой бледно-сероватой линией. Основание хвоста такого же цвета, как спина. Сверху хвост черный, с проседью. Снизу хвост имеет широкую среднюю область сизо-желтовато-коричневого или желтовато-серого цвета, узко окаймленную черным, а затем белым. Летом мех темнее и более желтовато-коричневый, чем в зимний период в связи с отсутствием большей части серых или белых кончиков на волосах. Мех на спине мягкий и густой, хвост пушистый. Значительные различия в анатомических пропорциях между S. alleni по низменности и горам не сопровождаются подобными различиями в цвете. Зубная формула: i 1/1, c 0/0, p 1/1, m 3/3 = 20. Четыре пары молочных желез расположены таким образом: одна грудная, две брюшные, одна паховая. Ректальная температура в среднем 39,9 ° C.

## Питание
Личинки и взрослые насекомые бывают часто в рационе; арахис, кукуруза, овес, яблоки, персики, манго, сливы, виноград, помидоры и лягушки дополняют рацион. Этот вид иногда заходит на кукурузные поля и может значительно повредить созреванию зерна.

## Образ жизни
Белка Аллена — дневной зверёк. Гнёзда могут быть в естественных дуплах деревьев или построены из листьев и палочек, размещенных на ветвях деревьев.

## Охрана
Этот вид находится под угрозой из-за вырубки лесов и охоты (для еды). Конкретных мер по сохранению для этого вида не производится. Этот вид распространен в Cumbres de Monterey National Park.